# Scheuchzerhorn
Das Scheuchzerhorn ist ein Berg der Berner Alpen, westlich des Grimselpasses im Schweizer Kanton Bern. Es liegt nordöstlich des Oberaarhorns auf dem Höhenzug, der das Tal des Unteraargletschers vom Tal des Oberaargletschers trennt.
Benannt wurde der Berg zu Ehren des Schweizer Naturforschers Johann Jakob Scheuchzer (1672–1733).
|  |  |  |